# Mr. Burton
Pour plus de détails, voir Fiche technique et Distribution.
Mr Burton est un film biographique britannique sur la jeunesse de l'acteur gallois Richard Burton sorti en 2025. Il est réalisé par Marc Evans, écrit par Tom Bullough et Josh Hyams, et met en vedette Harry Lawtey, Toby Jones et Lesley Manville.

## Synopsis
Richard Jenkins Jr. (interprété par Harry Lawtey) est un élève brillant issu d’un milieu modeste, dans un village minier du pays de Galles. Après le décès de sa mère et avec un père (Steffan Rhodri) souvent ivre, il vit chez sa sœur Cis (Aimee-Ffion Edwards) et son beau-frère Elfed (Aneurin Barnard), de plus en plus exaspéré par sa présence.
Malgré les difficultés familiales, la pression de la guerre et son manque de discipline, Richard trouve refuge et inspiration dans les textes de Shakespeare grâce à son instituteur, Philip Burton (Toby Jones). Reconnaissant le talent brut de son élève, M. Burton décide de se battre pour son avenir, devenant tour à tour son mentor, son tuteur sévère, puis son père adoptif.
Richard adoptera plus tard le nom de son mentor, Burton, pour entamer une brillante carrière d'acteur.

## Distribution
- Harry Lawtey : Richard Burton/Jenkins Jr. jeune
- Toby Jones : Philip Burton, le professeur de Richard Burton
- Lesley Manville : Elizabeth « Ma » Smith, la logeuse de Philip Burton
- Aimee-Ffion Edwards : Cecilia « Cis » Jenkins , la soeur ainée de Richard
- Steffan Rhodri : Richard « Dic » Jenkins, le père de Richard Burton
- Aneurin Barnard dans le rôle d'Elfed James, l'époux de Cecilia Jenkins

## Production
Le projet a été annoncé en février 2024, avec Marc Evans à la réalisation, sur un scénario écrit par Tom Bullough et Josh Hyams. Ed Talfan et Hannah Thomas sont producteurs pour Severn Screen, tandis que Trevor Matthews produit pour Brookstreet Pictures et Josh Hyams pour Promise Pictures. Le film bénéficie également d’un financement de BBC Wales et Ffilm Cymru Wales, en partenariat avec Creative Wales.
En mai 2024, Harry Lawtey a été choisi pour incarner le jeune Richard Jenkins. Toby Jones est choisi pour incarner Philip Burton, le mentor de Richard Burton, avec Lesley Manville dans le rôle de Ma Smith et Aimee-Ffion Edwards et Aneurin Barnard dans le rôle de la sœur et du beau-frère du jeune Jenkins.
Le tournage principal a commencé en juillet 2024 pour une sortie en 2025 à l'occasion du centenaire de la naissance de Richard Burton,,. Le tournage s'est achevé en août 2024.
Le compositeur du film, John Hardy est le neveu de Robert Hardy, ami de longue date de Richard Burton. La partition a été enregistrée par l'Orchestre national de la BBC du Pays de Galles au Wales Millennium Centre en décembre 2024.